# Pomerania (anatra)
Pomerania è una razza media di anatra domestica originaria dell'Europa Settentrionale, la quale prende il nome dall'omonima regione europea divisa tra Germania e Polonia. Le esatte origini della razza non sono note, considerando anche la somiglianza con un'altra razza nordeuropea, la Svedese. La Pomerania è un'anatra di tipo campagnolo, quindi di medie dimensioni, dal corpo abbastanza corto e a duplice attitudine (produzione sia di carne che di uova). La razza è presente in due colorazioni, Nera e Blu, entrambe con la bavetta, una macchia bianca regolare situata sulla parte anteriore del collo.

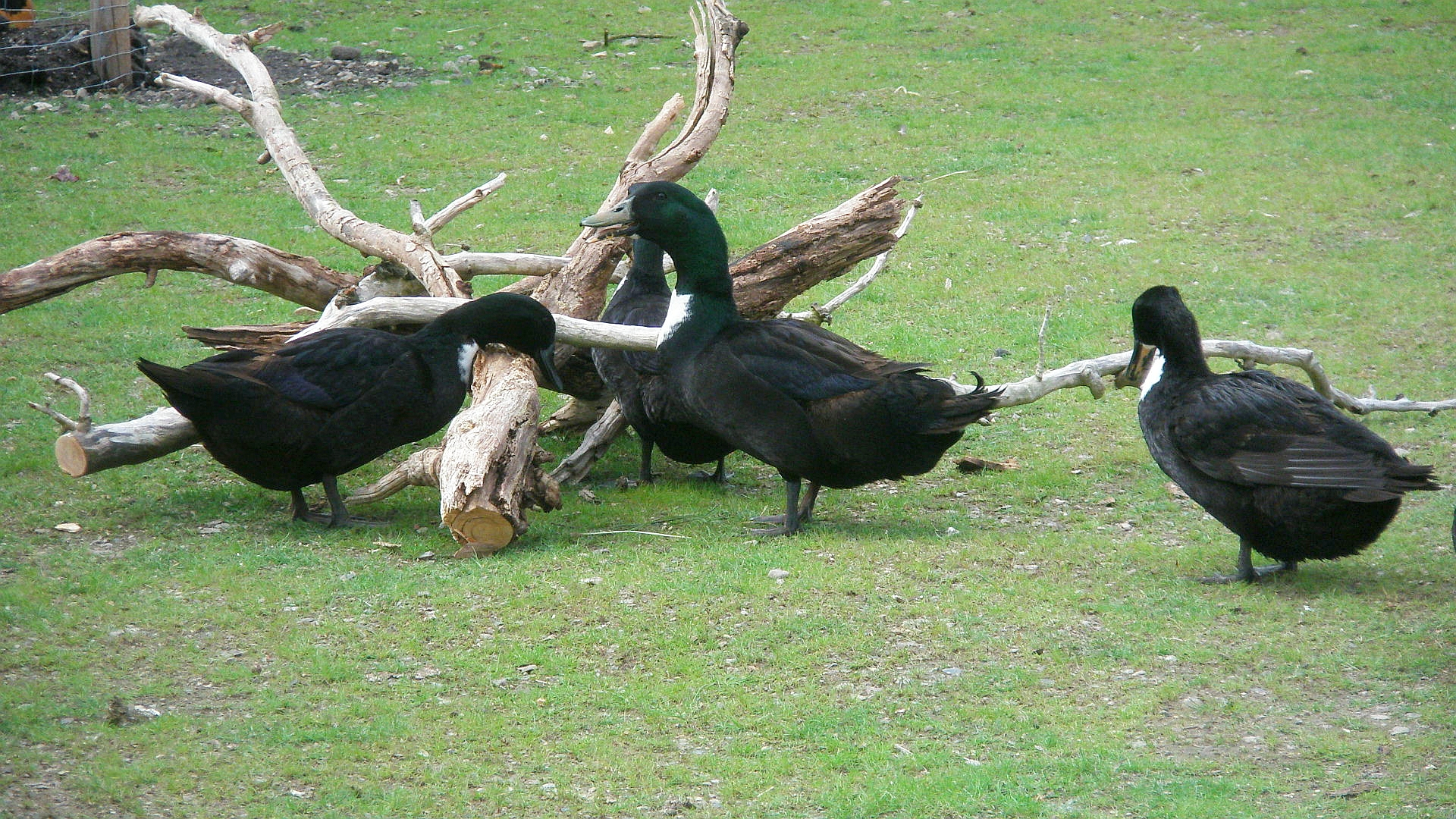
Anatre di Pomerania Nere Bavetta.

## Origini
Non sono molto chiare le origini della razza. Ma anatre con la bavetta sono menzionate nella letteratura da parecchio tempo. Già all'inizio dell'800 le fattorie presenti nella regione della Pomerania erano abitate da anatre simili alla razza attuale, di mole abbastanza pesante e di varie colorazioni, ma tutte col tratto distintivo della bavetta sul collo. La regione della Pomerania è stata nel corso dei secoli sotto vaire dominazioni, tra cui quella del Regno di Svezia, a partire dall'inizio del '600. Le anatre di questa tipologia che hanno poi raggiunto altre nazioni e l'America sono state chiamate Svedesi, mentre i tedeschi hanno chiamato il prodotto finale della loro selezione Pomerania, in onore del luogo d'origine della razza. In tutto ciò in un certo periodo anche gli olandesi hanno cercato di accaparrarsi la paternità di questa razza. Ma indubbiamente rimane la Pomerania il luogo di origine della razza, che è stata selezionata a partire dalle anatre comuni campagnole presenti in quel periodo, le quali presentavano la bavetta sul collo. Sono presenti in Europa molte altre razze di simile colorazione e forma, e con poche differenze tra loro. Lo Standard Europeo cerca di dissolvere ogni confusione precisando che sono conosciute anatre di questa tipologia e colorazione fin dal diciottesimo secolo, e in varie regioni d'Europa. Inoltre la colorazione a bavetta è spesso facilmente ottenibile, non solo sul nero e sul blu, ma anche su colorazioni dal disegno selvatico. Ovviamente oggi è difficile dire quanto sangue di anatra di Pomerania ci sia nella Svedese e viceversa.

## Caratteristiche morfologiche
La Pomerania è un'anatra di medie dimensioni, appartenente alla tipologia di anatre campagnole, quindi dalla corporatura proporzionata e abbastanza robusta, ma non troppo pesante. Il portamento è solo leggermente rialzato, ma il tronco tende ad essere posizionato piuttosto orizzontalmente. Il becco, di media lunghezza, è verde salice nel maschio e verde nerastro nella femmina, con unghia nera in entrambi i sessi. Le zampe hanno tarsi robusti quasi neri, con membrana e dita più chiare. Sono ammesse macchie rosse. Le zampe sono posizionate inoltre al centro del tronco. Il peso arriva a 3,000 kg per il maschio e a 2,500 kg per la femmina. L'anello misura 18 mm per entrambi i sessi. Le uova hanno colore bianco.

### Difetti gravi
Presenza di chiglia, tronco allungato e postura verticale. Linea del ventre rilassata. Becco e zampe color arancio. Remiganti bianche. Disegno della bavetta irregolare e sporco, espansione del bianco fino alla faccia e alla parte posteriore del collo. Peso scarso.

## Colorazioni
La razza è presente solo in due colorazioni, Nera Bavetta e Blu Bavetta, con il becco bianco e una macchia ricoprente gli occhi e buona parte del muso di colore anch'essi bianco.  Mantenere questo disegno, molto semplice alla vista, in realtà non è facile come sembri, soprattutto nella Blu. Infatti, come in ogni altra razza, bisogna tener conto che da due soggetti blu nasceranno soggetti di varie colorazioni, ovvero blu, neri e Splash (bianchi spruzzati di grigio). Ma nell'anatra di Pomerania la situazione si complica, perché oltre ad apparire tutte e tre le varianti nascoste dietro la colorazione Blu, appare spesso anche il gene del bianco recessivo, che porterà alla nascita di soggetti bianchi. Dunque dall'accoppiamento di due anatre di Pomerania blu nasceranno soggetti che seguono questa percentuale:
- Blu 37,50%
- Neri 18,75%
- Splash 18,75%
- Bianchi 25%

Probabilmente il gene del bianco recessivo è stato malauguratamente introdotto nella razza tramite incroci che dovevano essere evitati. È opportuno che gli allevatori desiderosi di selezionare la colorazione Blu, utilizzino anche soggetti neri: dall'accoppiamento di un maschio nero con una femmina blu infatti nascerà una prole che seguirà questo schema:
- Neri 50%
- Blu 50%

Tenendo conto del fatto che entrambe le colorazioni sono riconosciute, si eviteranno scarti inutili. Tuttavia se si dispone di soggetti Splash si potrà accoppiare un maschio blu con una femmina splash (specie se questa ha l'unghiata del becco nera): il risultato porterà a tutti figli blu, dal primo all'ultimo.

## Qualità
La Pomerania è un'anatra molto attiva e grande pascolatrice, adatta a vivere all'aperto in tutte le stagioni, come ogni razza di tipo campagnolo. Gli anatroccoli crescono rapidamente, tanto da essere pronti per la tavola già a dieci settimane di vita (i maschi), e gli adulti sono molto robusti. La presenza di canali o specchi d'acqua è indispensabile per la loro salute, anche se porterà una possibile sfumatura brunastra sul ventre nella colorazione Nera; in questo caso i giudici alle esposizioni dovranno essere tolleranti. Raggiungendo un buon peso, si presta ad essere un'ottima anatra da carne. Le femmine depongono dalle 100 alle 160 uova, bianche e di buon peso.